# Списък на възпитаници на УНСС
Това е списък на известни личности, завършили днешния Университет за национално и световно стопанство (бивш Висш икономически институт „Карл Маркс“; „Държавно висше училище за финансови и административни науки“; „Свободен университет за политически и стопански науки“ „Балкански близкоизточен институт“).

## Банкери
- Чавдар Кънчев (р. 1952), банкер (МИО)
- Емил Кюлев (р. 1957), банкер (МИО),
- Цветан Василев (р. 1959), банкер (МИО)

## Бизнесмени и стопански деятели
- Ангел Бонев (р. 1929), стопански деятел (1965, икономика на вътрешната търговия),
- Балин Балинов (р. 1959), икономист, преподавател, предприемач
- Васил Божков (р. 1956), предприемач (икономика на труда)
- Гриша Ганчев (р. 1962), предприемач (счетоводство и контрол)
- Йоаким Каламарис (р. 1976), преподавател, икономист, общественик, предприемач (МИО)
- Емил Кюлев (1957 – 2005), предприемач (международни икономически отношения)
- Александър Димитров (р. ?), председател на Управителния съвет и главен изпълнителен директор на Мтел (мениджмънт и маркетинг);

## Журналисти
- Георги Ифандиев (р. 1950), журналист
- Григор Лилов (р. 1955), журналист и писател (икономика и организация на труда)
- Живко Кайкамджозов (р. 1931), шахматист, треньор и журналист
- Десислава Банова (р. ?), журналист и водеща на прогнозата за времето по Нова телевизия (магистратура по международен туризъм)
- Димитър Байрактаров (р. 1964), журналист и телевизионен водещ (икономика и организация на труда)
- Игор Марковски (р. 1963), журналист (1998, икономика на масмедиите)
- Крум Савов (р. 1960), журналист (международни икономически отношения)

## Икономисти и финансисти
- Борислав Борисов (р. 1949), икономист и бивш ректор на УНСС (1976, политическа икономия)
- Красимир Ангарски (р. 1953), финансист и служебен министър без портфейл в правителството на Стефан Софиянски
- Кристиан Кръстев (р. 1976), икономист и служебен министър на транспорта, ИТ и съобщенията в 88-ото правителство (икономика на индустрията (бакалавър), МИО (магистър), право)

## Певци и актьори
- Антоний Аргиров (р. 1979), актьор (интелектуална собственост)
- Биляна Казакова (р. 1977), актриса (арт мениджмънт)
- Венцислав Мартинов (р. 1959), актьор (счетоводна отчетност)
- Катя Филипова (р. 1949), певица
- Мария Илиева (р. 1980), певица

## Писатели
- Ангел Каралийчев, (р. 1902), завършва дипломация през 1928
- Биньо Иванов, (р. 1939), поет
- Елена Алексиева, (р. 1975), писателка (международни икономически отношения)
- Емил Асемиров, (р. ?), писател и политически анализатор (МИО)
- Емилиян Станев, (р. 1907), завършил финанси и кредит

## Политици
Забележка. С квадратче, оцветено в характерен цвят, е означена политическата и идеологическата принадлежност на съответните личности.
Легенда.
-   — СДС, ОДС, ДСБ, ГЕРБ и сродни формации / дясна и дясноцентристка идеология;
-   — БКП (БСП) / лява и лявоцентристка идеология;
-   — ДПС / либерална и/или протурска идеология;
-   — НДСВ / консервативен либерализъм;
-   — „Атака“ / национализъм, антиглобализъм, евроскептицизъм.

### А—Е
- Албена Лазарова (р. 1970), политик и филолог (право),
- Александър Томов (р. 1954), политик,
- Александър Цветков (р. 1967), политик,
- Анелия Крушкова (р. ?), политик (1985, икономика и управление на транспорта),
- Асен Агов (р. 1948), политик (1972, международни икономически отношения),
- Белчо Белчев (р. 1932), политик (финанси и кредит),
- Бисер Манолов, шеф на икономическия екип на ДБГ,
- Бриго Аспарухов (р. 1945), офицер и политик (външна търговия),
- Векил Ванов (р. 1937), политик и икономист (1966, икономика на промишлеността),
- Владимир Каролев (р. 1961), политик,
- Георги Андреев (1929 – 2011), политик, писател и дипломат, от БЗНС
- Георги Колев (р. 1958), политик и учен (социален и банков мениджмънт),
- Георги Пирински (р. 1948), политик (1972),
- Даниела Бобева (р. 1958), политик (1982),  ,
- Димитър Костов (р. 1957), политик (1981),
- Димитър Луджев (р. 1950), политик (1979, политикономия),
- Долорес Арсенова (р. 1964), политик, (1995, право),
- Евгени Матинчев (р. 1939), политик,
- Емилия Масларова (р. 1949), политик,

### И—К
- Ивайло Калфин (л 1964), политик,
- Иван Костов (р. 1949), политик (1974, политикономия),
- Иван Крумов (р. 1934), общественик и стопански деец (финанси и кредит),
- Иван Пушкаров (р. 1938), политик,
- Йордан Христосков (р. 1951), политик
- Калин Христов (р. 1971), финансист и политик (макроикономика)
- Кирил Алексов (1945 – 2013), политик, инженер и стопански деец (икономика на машиностроенето),
- Кирил Ананиев (р. 1955), политик и финансист (финанси и кредит),
- Кристиан Вигенин (р. 1975), политик (1998, международни отношения),

### Л—П
- Мартин Димитров (р. 1977), политик (международни икономически отношения),
- Мая Манолова (р. 1965), политик (икономика и право),
- Милен Велчев (р. 1966), политик (1988, международни отношения),
- Милко Багдасаров (р. 1957), политик (бизнес и държавна администрация),
- Невин Хасан (р. 1968), политик (икономика),
- Неджми Али (р. 1972), политик и икономист,
- Неделчо Беронов (р. 1928), юрист и политик (1972),
- Никола Андреев (1919 – 2007), партизанин и търговски аташе (администрация),
- Николай Александров (р. 1986), политик (международни финанси),
- Николай Младенов (р. 1972), политик (1995, международни отношения),
- Николай Цонев (р.1956), министър на отбраната
- Нона Караджова (р. 1960),
- Петко Сертов (р. ?),
- Пламен Орешарски (р. 1960), финансист и политик (финанси и кредит),  ,

### Р—Я
- Ралица Агайн (р. 1976), политик и финансист (МИО),
- Ренета Инджова (р. 1953), политик,
- Румен Овчаров (р. 1952), политик (макроикономика),
- Светослав Гаврийски, (р. 1948), икономист и политик (1972),
- Симеон Дянков (р. 1970), финансист и политик, работил в Световната банка, преподавател в Harvard Kennedy School (международни икономически отношения),
- Славчо Богоев (р. 1966), политик (1991, търговия и маркетинг),
- София Касидова (р. 1969), политик,
- Станиш Бонев (р. 1931), политик (1956),
- Стефан Софиянски (р. 1951), политик (1974, статистика),
- Трайчо Трайков (р. 1970), икономист и политик (международни икономически отношения),
- Христо Христов (р. 1931), политик (външна търговия),
- Христина Вучева (р. 1937), икономист и политик,

## Социолози
- Благой Колев (р. 1946), социолог и преподавател (1972, политическа икономия с профил икономическа социология)

## Право
- Даниела Попова, ръководител на Апелативната специализирана прокуратура.
- Десислава Атанасова (р. 1978), бивш министър на здравеопазването
- Елиза Николова, председател на Центъра за медиация и обучение към ПАМБ
- Евгени Стоянов, (р.1976) заместник-министър на правосъдието от 2017 г.
- Емил Караниколов(р. 1980), министър на икономиката в третото правителство на Бойко Борисов
- Людмила Елкова (р. 1973), политик, бивш заместник-министър на финансите в 89-ото правителство на България
- Мая Манолова (р. 1965), омбудсман на Република България
- Методи Лалов (р. 1975), председател на Софийски районен съд (най-големият съд в България)
- Николина Ангелкова (р. 1979), министър на туризма в третото правителство на Бойко Борисов
- Петя Тянкова (р. 1974), заместник-министър на правосъдието от 2016 г.

## Спортисти и спортни функционери
- Богдан Дочев (р. 1936), футболист
- Валентин Михов (р. 1954), спортен функционер
- Константин Баждеков (р. 1955)

## Други
- Георги Алурков (р. 1926), режисьор и кинооператор (1950)
- Костадин Бонев (р. 1951), режисьор и сценарист (счетоводна отчетност)
- Светлана Тилкова – Алена, (р. 1955), астролог (1980, международни икономически отношения)
- Сидер Флорин (1912 – 1999), преводач (1937)
- Александра Богданска (р. 1994), модел
- Натали Трифонова (р. 1991), тв водеща и модел